# Ironoquia lyrata
Ironoquia lyrata là một loài Trichoptera trong họ Limnephilidae. Chúng phân bố ở miền Tân bắc.